# 松崎夏希
松崎 夏希（まつざき なつき、1988年8月16日 - ）は、日本の女優である。東京児童劇団に所属。

## 経歴・人物
- 1995年に子役としてデビュー。「ミッキーキッズ」がデビュー作品となった。
- 趣味はバスケ、バレエなど運動系。
- テレビアニメに出演し、声優も働いている。
- 元Nansho Kidsのメンバー。

## 出演作品

### テレビ番組
- ミッキーキッズ（1995年、テレビ東京）
- おはスタ第1部（当時・タワスタ）（2000年10月2日 - 2001年3月30日、テレビ東京） - おはキッズ
- JJママ!（2000年、フジテレビ） - 城之内晴海役
- LOVE☆ハリケーンII〜素顔の美少女〜（TOKYO MX）

### テレビアニメ
- 砂沙美 魔法少女クラブ（2006年4月 - 7月、日本テレビ） - 宮沢千晶役

### 舞台
- FUTARI -ふたり-（2003年8月18日 - 24日、全労済ホールスペース・ゼロ）

### CM
- 現・タカラトミー「Me-tool-clear」（2001年）

### イベント
- 人気アイドル番組『LOVE☆ハリケーンII〜素顔の美少女〜』の公開収録イベント四季彩祭りに参加していた。

## 雑誌
- Prolog Vol.18 > 松崎夏希 - タレント紹介